# 9М112 «Кобра»
Кобра (индекс комплекса — 9К112(-1), ракеты — 9М112(М), по классификации МО США и НАТО — AT-8 Songster, буквально «певун») — советский комплекс управляемого ракетного вооружения танка (КУВТ) с радиокомандным наведением, предназначенный для борьбы с танками, объектами бронетанковой техники, малоразмерными целями типа ДОТ, ДЗОТ и низколетящими вертолётами. Разработан для танка Т-64Б, совместим также со всеми 125-мм пушками — пусковыми установками на более поздних модификациях Т-64 и танках Т-80 и Т-84.
Разработан в КБ «Точмаш» (г. Москва) под руководством А. Э. Нудельмана. В 1976 году был принят на вооружение в СССР.
Послужил основой для дальнейшей разработки комплекса управляемого вооружения 9К119М "Рефлекс-М" .

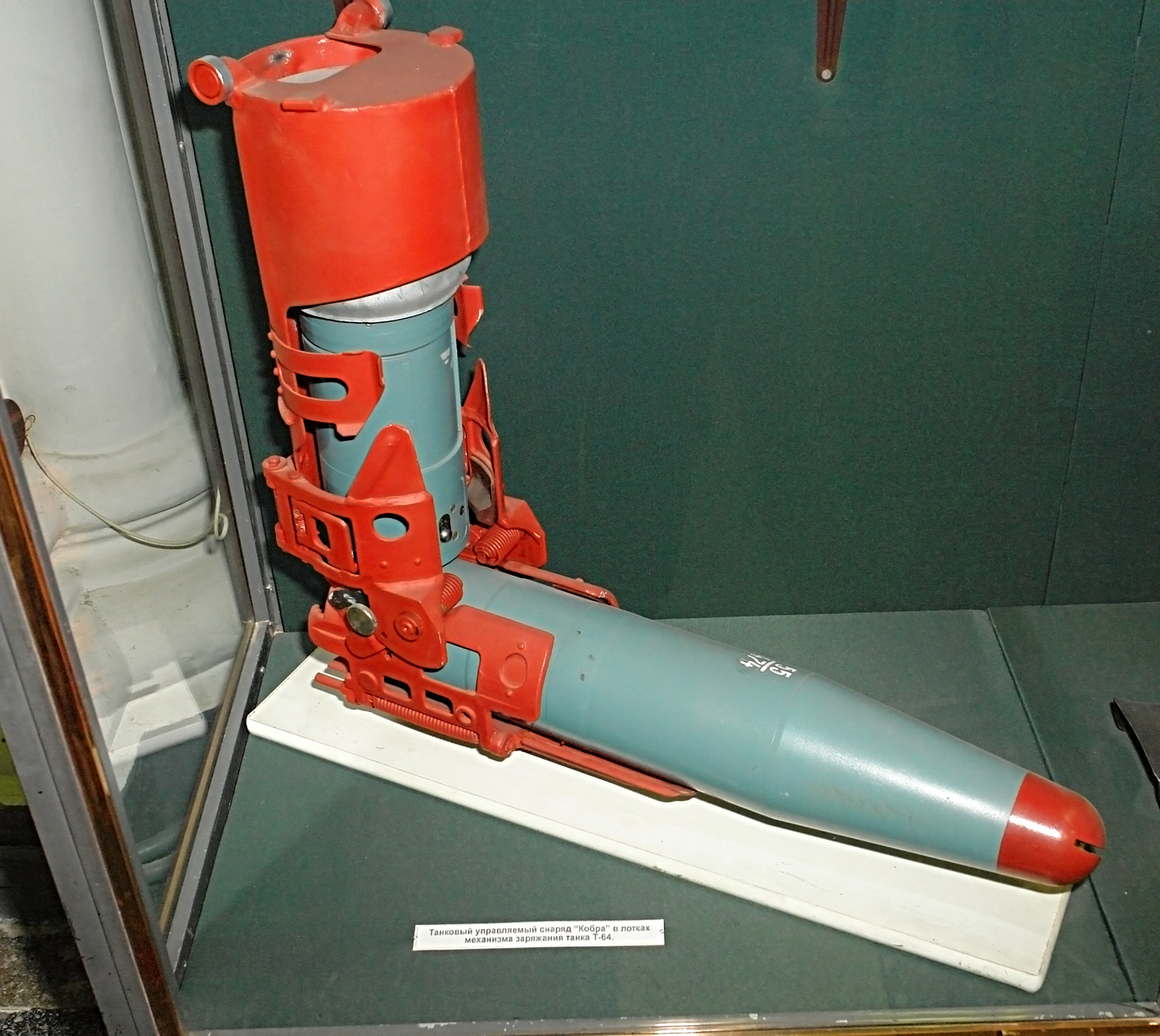
УРС 9М112 в лотке механизма заряжания 6ЭЦ40 танка T-64Б, заметно его разделение на две части, соединяемые перед выстрелом

## История
В 1975 году проводились испытания комплекса 9К112 «Кобра» в составе «объекта 447», которым являлся переоборудованный танк Т-64А, оснащенный квантовым прицелом-дальномером типа 1Г21 и комплексом ракетного вооружения «Кобра» с ракетой 9М112. Пуск ракеты производился из штатной пушки Д-81 (2А46).
Для совместимости со штатным механизмом заряжания танка Т-64 ПТУР был спроектирован в двухотсечной компоновке. Управляемый боеприпас с кумулятивной боевой частью размещается в «корзине» АЗ, при этом снаряд был разделён — в лотке снаряда  в определённой ориентации укладывается головная часть (боевая часть + двигательный отсек), в лотке заряда — отсек управления + вышибной заряд. Механическое соединение изделия с коммутацией электрических цепей происходит автоматически в казённике пушки при выполнении цикла заряжания (разъём не осесимметричен, из-за чего с механизмом заряжания Т-72 он несовместим) при помощи специального реечного гидроцилиндра нового МЗ 6ЭЦ40, приводимого в действие  специальным гидропневмоаккумулятором. Запуск производится через ствол пушки, в качестве вышибного заряда используется алюминиевый поддон штатного выстрела, снаряжённый минимальным зарядом. Двигательная установка снаряда запускается на расстоянии примерно 70 м от среза ствола. Для выстрела орудию придаётся определённый начальный угол возвышения, а при полёте УРС выходит на линию визирования сам по программе.
Помимо добавления гидросистемы стыковки блоков ТУРСа, в МЗ по сравнению с предыдущим 6ЭЦ10М на Т-64А была модифицирована форма лотков. После успешного завершения испытаний модернизированный танк Т-64Б с ракетным комплексом 9К112 (с ракетой 9М112) был принят на вооружение в 1976 году.
6 июня 1978 года постановлением ЦК КПСС и Совета Министров СССР на вооружение был принят танк Т-80Б (испытания проходили на Т-80Б объект 219Р), оснащенный такими же пушкой 2А46-2 и автоматом заряжания, как и Т-64Б, комплексом управляемого вооружения 9К112-1 (с ракетой 9М112М) и системой управления огнём (СУО) 1А33 «Обь» в составе: квантового прицела-дальномера прибора слежения 1Г42, электронного баллистического вычислителя 1В517 с автоматическим вводом поправок, электрогидравлического двухплоскостного стабилизатора пушки 2Э26М, блока разрешения выстрела 1Г43 и комплекта датчиков. В дальнейшем комплексом «Кобра» оснащались основные танки с динамической защитой типов Т-64БВ и Т-80БВ и некоторые другие образцы опытных и малосерийных машин: «объект 219РД», «объект 487», «объект 219А» и др.
В 1979 году на гороховецком полигоне были проведены успешные стрельбы в ночных условиях, а также испытания по применению КУВ «Кобра» по вертолётам. Ночные пуски на максимальную дальность до 4 км обеспечивались применением двух-трех 120-мм осветительных мин, которые выстреливаемых с интервалом 4—8 с.

## Модификации ракет
Совершенствование «Кобры» велось в основном в направлении повышения бронепробиваемости боевой части, а также совершенствования конструкции, повышения надежности ракет и снижения трудоемкости её производства. Были разработаны:
- 9М112 — базовый вариант ракеты, принятый на вооружение в 1976 году в составе КУВТ 9К112 танка Т-64Б;
- 9М112М — модернизированная модификация испытывавшаяся в 1977 году и принятая на вооружение в 1978 году в составе КУВТ 9К112-1 танка Т-80Б, бронепробиваемость увеличена на 20 %. В серии с конца 1979 года;
- 9М112М2 — вариант 9М112 с бронепробиваемостью, увеличенной на 40 % по сравнению с исходным образцом, проходил лётную отработку в 1983 году. Габариты ракеты и условия эксплуатации остались без изменения. Головной отсек 9Н46 данной модификации ракеты комплектовался БЧ типа 9Н138;
- 9М124 — модификация аналогичная по конструкции 9М112М2, но имеющая головной отсек типа 9Н145 укомплектованный ещё более мощной БЧ 9Н144, отличающейся материалом кумулятивной воронки, взрывчатым веществом и соответственно, повышенной, относительно БЧ 9Н138, эффективностью (бронепробиваемость увеличена на 80 % относительно базовой модификации «Кобры»);
- 9М128 — ракета модернизированного комплекса «Агона» с тандемной БЧ, разработка начата в 1984 году. Достигнута бронепробиваемость до 650 мм гомогенной брони, но к 1985 году, когда был подготовлен технический проект и разработана техническая документация, на вооружение уже были приняты более компактные и недорогие комплексы «Свирь» и «Рефлекс» с наведением по лазерному лучу, поэтому все вновь выпускаемые танки семейства Т-80 оснащались этими комплексами. В 1986 году «Агона» поступила на государственные испытания, а в 1988 году была принята на вооружение.

Система управления КУВТ «Кобра» осталась без изменений и позволяет производить пуски всех вариантов ракет.

## Тактико-технические характеристики
- Калибр: 125 мм
- Масса УРС: 37,2 кг
- Длина УРС с метательным зарядом: 1000 мм
- Длина УРС в полете: 968 мм
- Дальность стрельбы:
  - по наземной цели — 100-4000 м
  - по вертолёту — 4000 м (при выдаче целеуказания с 5000 м)
- Максимальная скорость движущейся цели:
  - наземной — 75 км/ч
  - вертолёта — 300 км/ч
- Максимальная высота цели типа вертолёт: 500 м
- Максимальная скорость движения носителя: 30 км/ч
- Максимальная скорость УРС: 400 м/с
- Максимальная продолжительность полёта: 17 с
- Бронепробиваемость: до 600—700 мм
- Вероятность поражения цели типа танк: 0,8
- Боевая часть: кумулятивная, 4,5 кг
- Система управления: полуавтоматическая, с пеленгацией снаряда по бортовому излучателю и передачей команд по радиолинии
- Время приведения в готовность к применению: 3-4 мин.